# Archidiecezja Villavicencio

Mapa archidiecezji

Archidiecezja Villavicencio (łac. Archidioecesis Villavicentiensis, hiszp. Arquidiócesis de Villavicencio) – rzymskokatolicka archidiecezja ze stolicą w Villavicencio, w Kolumbii. Arcybiskupi Villavicencio są również metropolitami metropolii o tej samej nazwie.
W 2022 na terenie archidiecezji pracowało 52 zakonników i 35 sióstr zakonnych.

## Sufraganie archidiecezji Villavicencio
Sufraganiami archidiecezji Villavicencio są:
- diecezja Granada en Colombia
- diecezja San José del Guaviare
- wikariat apostolski Inírida[1]
- wikariat apostolski Mitú[2]
- wikariat apostolski Puerto Carreño[3]

## Historia
23 czerwca 1903, z mocy decyzji Leona XIII, erygowano prałaturę terytorialną Intendentur Wschodnich. Objęła ona dużą część Kolumbii na wschód od Bogoty. Były to w większości tereny misyjne, gdzie utrudnieniem były lasy Amazonii. Do tej pory tereny nowej prałatury terytorialnej należały do arcybiskupstwa bogotańskiego.
16 marca 1908 prałatura terytorialna Intendentur Wschodnich uzyskała status wikariatu apostolskiego i zmieniła nazwę na wikariat apostolski Los Llanos de San Martín.
Kolejna zmiana nazwy nastąpiła 9 czerwca 1949. Omawiana jednostka nazywała się odtąd wikariat apostolski Villavicencio. W tym samym dniu utraciła ona część terytorium na rzecz nowo utworzonej prefektury apostolskiej Mitú (obecnie wikariat apostolski Mitú).
W wyniku dalszego rozwoju misji katolickich w  kolejni papieże dzielili jego terytorium tworząc:
- 7 kwietnia 1956 - prefekturę apostolską Vichada (obecnie nieistniejącą)
- 16 stycznia 1964 - prefekturę apostolską Ariari (obecnie diecezja Granada).

11 lutego 1964 papież Paweł VI podniósł wikariat apostolski Villavicencio do godności diecezji.
3 lipca 2004 Jan Paweł II podniósł diecezję Villavicencio do rangi arcybiskupstwa i stolicy metropolii.

## Ordynariusze
Jeżeli dany ordynariusz nie był Kolumbijczykiem, przy nazwisku wstawiony jest przypis informujący o jego narodowości.

### Prałaci terytorialni Intendentur Wschodnich
brak danych

### Wikariusze apostolscy Los Llanos de San Martín
- Joseph-Marie-Désiré Guiot SMM[a] (4 kwietnia 1908 - 24 czerwca 1939[b])
- Frans Joseph Bruls Canisius SMM[c] (27 czerwca 1939 - 9 czerwca 1949)

### Wikariusz apostolski Villavicencio
- Frans Joseph Bruls Canisius SMM (9 czerwca 1949 - 11 lutego 1964)

### Biskupi Villavicencio
- Frans Joseph Bruls Canisius SMM (11 lutego 1964 - 26 kwietnia 1969) Zrezygnował, aby biskupem mógł zostać Kolumbijczyk. Po rezygnacji mianowany biskupem tytularnym Trogir.
- Gregorio Garavito Jiménez SMM (26 kwietnia 1969 - 3 maja 1994[b])
- Alfonso Cabezas Aristizábal CM (3 maja 1994 - 16 czerwca 2001[b])
- José Octavio Ruiz Arenas (16 lipca 2002 - 3 lipca 2004)

### Arcybiskupi Villavicencio
- José Octavio Ruiz Arenas (3 lipca 2004 - 31 maja 2007) następnie mianowany wiceprzewodniczącym Papieskiej Komisji ds. Ameryki Łacińskiej
- Oscar Urbina Ortega (30 listopada 2007 - 23 kwietnia 2022[b])
- Misael Vacca Ramirez (od 31 grudnia 2022)

## Parafie
- Lista parafii archidiecezji Villavicencio na stronie Konferencji Episkopatu Kolumbii